# Arpașu de Sus (sit SCI)
Arpașu de Sus este o arie protejată (sit de importanță comunitară — SCI) din România, desemnată în scopul protejării biodiversității și menținerii într-o stare de conservare favorabilă a florei spontane și faunei sălbatice, precum și a habitatelor naturale de interes comunitar aflate în arealul zonei de protecție. Aceasta se întinde pe o suprafață de 268,2 ha, integral pe uscat.

## Localizare
Situl Arpașu de Sus se întinde pe teritoriile administrative ale comunelor Arpașu de Jos și Cârțișoara din județul Sibiu. Centrul acestuia este situat la coordonatele 45°43′32″N 24°36′20″E / 45.725536°N 24.605458°E.

## Înființare
Arpașu de Sus (ROSCI0282) a fost declarat sit de importanță comunitară în ianuarie 2018 pentru a proteja două habitate naturale.

## Biodiversitate
Situată în ecoregiunea continentală de la poalele Munților Făgăraș, aria protejată conține două habitate naturale: Pajiști cu Molinia pe soluri calcaroase, turboase sau argilo-lemnoase (Molinion caeruleae) și Pajiști aluviale ale văilor de râuri cu Cnidion dubii.
La baza desemnării sitului se află un număr nespecificat de plante și animale.